# Publick Occurrences Both Forreign and Domestick
 (février 2018).
Améliorez-le ou discutez des points à vérifier. 

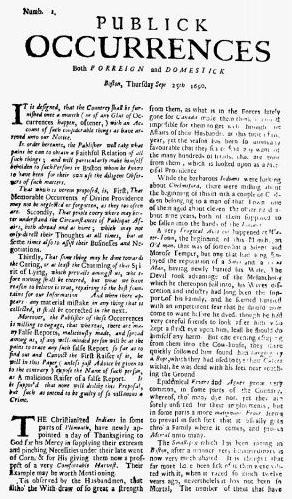
Publick Occurrences Both Forreign and Domestick du 25 septembre 1690

Le Publick Occurrences Both Forreign and Domestick était le premier journal publié de l'Histoire des États-Unis, lancé en 1690  à Boston par Benjamin Harris (1673-1716), un Anglais émigré aux États-Unis.

## Histoire
À Londres, Benjamin Harris était éditeur de livres pour le parti Whig dès 1673 et militait contre la montée sur le trône du Duc d’York, ce qui lui vaut des amendes et peines de prison. Il part à Boston en 1686, deux ans avant la Glorieuse Révolution, pour ouvrir le “London Coffee House”, ouvert aux femmes comme aux hommes, où l’on peut consulter la presse étrangère. Premier journal du continent nord-américain, le Publick Occurrences Both Forreign and Domestick est composé de trois pages d’informations locales et d'une quatrième laissée blanche pour permettre au lecteur d’apporter ses propres informations et réflexions. Il a été saisi dès son lancement et Benjamin Harris emprisonné.